# Grianán de Ailech
El Grianán de Ailech (en irlandés Grianán Ailigh, a veces anglicanizado Greenan Ely) es un grupo de estructuras históricas por encima de un 244 metros (801 pies) situado en una colina en el Condado de Donegal, Irlanda. La estructura principal es un fuerte circular de piedra (ringfort), que se cree que fue construida por la dinastía Uí Neíll en el siglo VI o vii, aunque hay pruebas de que el sitio había estado en uso antes de la fortaleza fuera construida. Se ha identificado como la sede del Reino de Ailech y uno de los sitios reales de la Irlanda gaélica. La pared tiene unos 4,5 metros (15 pies) de espesor y 5 metros (16 pies) de alto. Tiene tres terrazas, que están unidas por pasos, y dos largos pasajes en el interior. En un principio, no habría habido edificios dentro del fuerte circular. A las afueras se encuentran los restos de un pozo y un túmulo.
En el siglo XII, el Reino de Aileach había sido asediado y perdió una buena cantidad de territorio contra los normandos invasores. De acuerdo con la literatura irlandesa, el ringfort fue mayormente destruido por Muirchertach Ua Briain, rey de Munster, en el año 1101.
El trabajo de restauración sustancial se llevó a cabo en 1870. En la actualidad, el sitio es un monumento nacional y una atracción turística.

## Morfología e historia

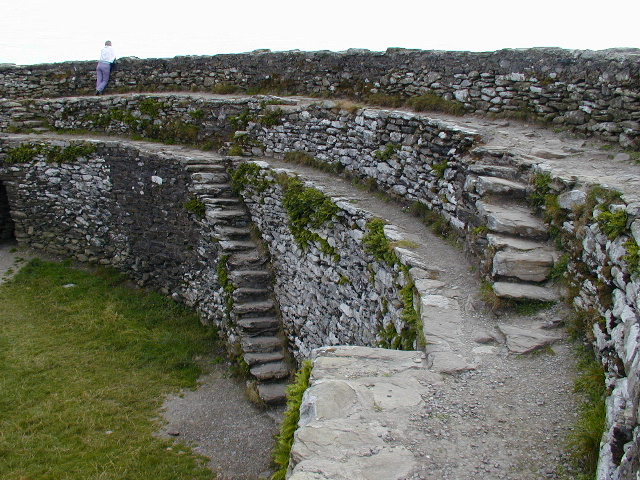
Vista del interior del Grianán de Ailech.

El Grianán de Ailech (o Aileach), en su descripción más amplia, es un fuerte circular. Más precisamente, es un castro cashel (es decir, un ringfort de piedra) multi-circunvalado.
Un ringfort generalmente puede ser descrito como un espacio, generalmente circular, rodeado de un banco y un foso o simplemente una muralla de piedra. El banco se construye generalmente amontonando en el interior el material del foso obtenido al excavar el segundo. Los ringforts varían considerablemente en tamaño y estilo. En los ejemplos más elaboradamente defendidos, como Ailech, las defensas ocupan un área mucho mayor que el propio recinto.
Matthew Stout da muchos ejemplos de por qué las personas que construyeron estas estructuras eligieron una formación circular. En primer lugar, tenían ventajas estratégicas. Los sitios circulares permitían una amplia perspectiva de los alrededores y que la superficie máxima estuviera encerrada en relación con el banco construido.
También Stout tiene algunas teorías mucho más metafísicas. Él sugiere que una formación circular está ligada al sitio ya sus ocupantes estaban en los túmulos circulares (sidhe) de sus antepasados. Alrededor de un tercio de todos los castros irlandeses tienen montículos o túmulos dentro de ellos, el de Ailech no es una excepción. También propone la idea de que una forma circular se vio favorecida porque las esquinas podrían actuar como una morada de los espíritus malignos. Él basa estas afirmaciones sobre las comparaciones etnográficas.
Los ringforts alojaban familias con diferentes grados de riqueza, por lo que algunos de ellos son más impresionantes que otros. Normalmente no ocupan posiciones dominantes o comandantes. La única excepción a esto son los ringforts construidos en zonas con malos drenajes en lugares altos, son los únicos lugares adecuados para vivir. Los nombres Raftery en los tres monumentos que tiene son difíciles de clasificar, siendo un fuerte circular o un castro: Cahirciveen, Carraig Aille y Lough Gur. Mientras que los lugares donde se sientan son áreas de defensa natural, que pueden haber sido construidas allí para fines de drenaje. Los edificios no son militaristas o defensivos en sí mismos. Probablemente eran granjas familiares. La característica definitoria de los castros es un carácter defensivo incorporado. Por lo tanto, los castros como una subcategoría de los ringfort se definen por su ubicación y estilo de construcción. Un fuerte tipo castro consiste en «grandes zonas de montaña en el que la cumbre está rodeada por una (única circunvalación) o múltiples murallas (múlti-circunvalado) de tierra o piedra. Un buen ejemplo sería Dún Aengus. Su carácter defensivo es explícito, debido al sistema de losas de piedra, conocidos como «chevaux de frise», plantados en el suelo fuera de la estructura fortaleza en sí.

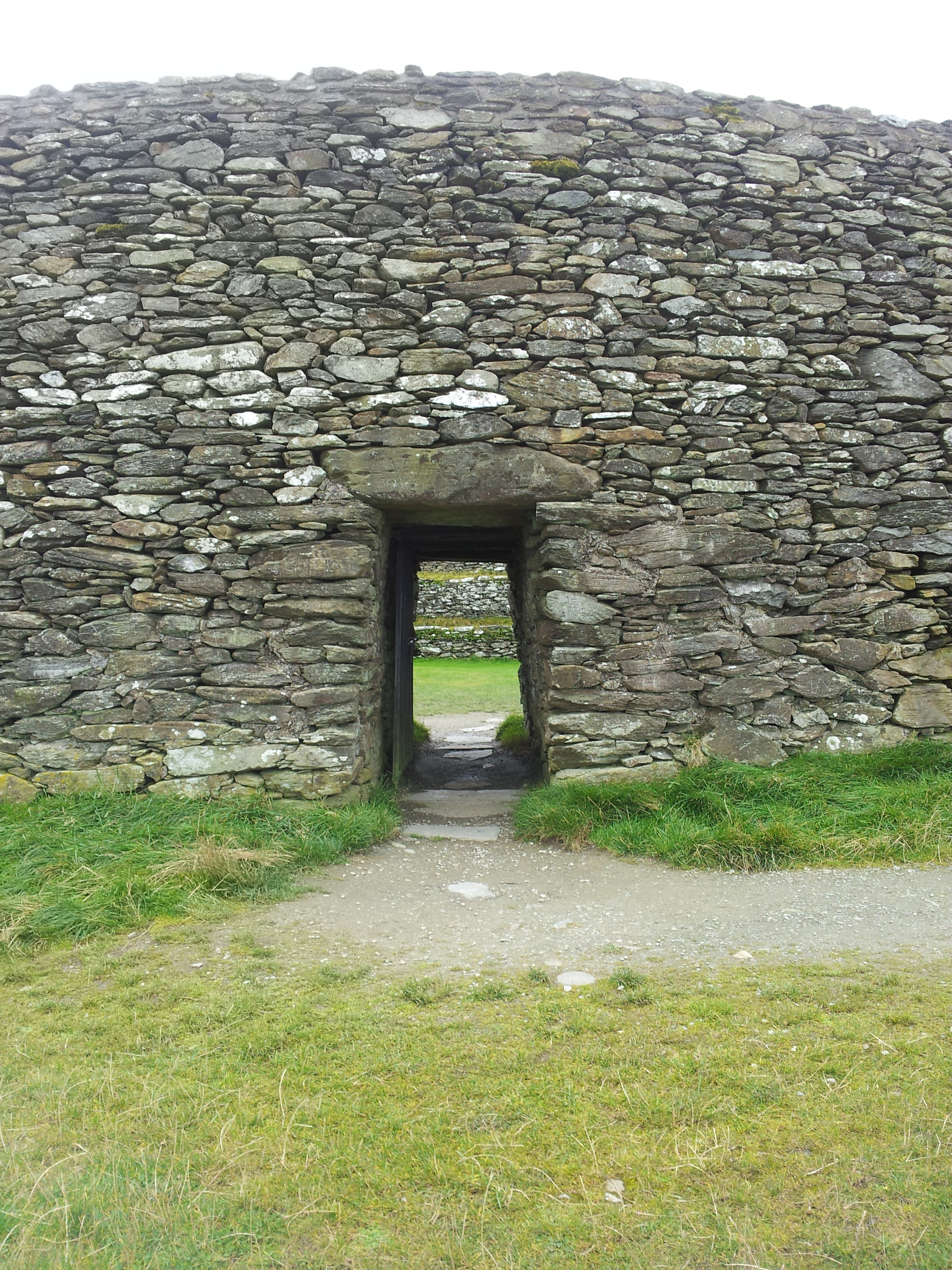
Entrada al Grianán.

El Grianán de Ailech, tal como se describe en la introducción, está rodeado por tres recintos y por lo tanto es tri-circunvalado. El espacio de vida real de un ringfort a menudo es menor del 60% de la superficie total del monumento. Las extensiones en derecho contemporáneo describen en principio la morada de un rey debería haber sido un fuerte circular uni-circular. El aumento de las defensas de un sitio (sin un aumento correspondiente en su área funcional) demuestra o bien una mayor necesidad de defensa o exhibición de estatus. Por lo tanto, un ringfort con dos murallas (bi-circunvalado) actúa como un símbolo de estatus. La rareza de castros tri-circunvalados, como el Grianán, muestra la importancia y el estatus de sus ocupantes más que una necesidad de defensa.
Stout da varios ejemplos para indicar su importancia simbólica, simplemente debido a su falta de sentido práctico como estructura defensiva. En general, eran poco más de las cercas para evitar que los animales se extravíen y para protegerse contra los animales salvajes. Como herramientas de asedio, eran inútiles. Si para algo se construyeron fue para repeler que el ganado se perdiera.Este podría no ser el caso del Grianán de Ailech.
Si bien la estructura original dónde se construyeron las murallas ya no existe más, el cashel de Aileach, probablemente fue diseñado como un símbolo del poder real. Las estructuras de piedra parecen tanto eternas como inamovibles. El cashel fue construido en este sitio para la vista panorámica más que para la defensa. Esto podría ser visto como para cambiar el énfasis visual de las murallas de ser terrazas defensivas a recintos del poder real e influencia.
Los castros son conocidos en toda Europa occidental, pero los castros irlandeses no estaban tan desarrollados y nunca alcanzaron el nivel ese. Varían en tamaño, pero son de un colectivo de personas en lugar de residencia de una sola familia. Los cashels tienden a ser mucho más pequeños que los ejemplos en barro. El fuerte circular de tierra promedio tiene un diámetro interior de 22 metros en el sur del Condado de Donegal, los cashels en la misma zona tienen un diámetro interno promedio de 20 metros. El Grianán de Aileach, con un diámetro interno promedio de 23,4 metros es más grande que los segundos, por lo que esto debe ser una indicación de la riqueza y la importancia de sus habitantes y tal vez también es una indicación de la magnitud de su población ocupante.
Lacy sugiere que el carácter innovador de la fortaleza de piedra de Aileach debe haber sido un sitio inusual cuando se construyó. Los nombres «Garvan, Frigru / Rigriu» se encuentran en muchas autoridades irlandesas como los nombres de los constructores del Grianán de Ailech. Estos personajes están vinculados a los Fomorés y por lo tanto, pueden ser nada más que creaciones mitológicas. Lacy cree que el constructor puede haber sido Áed Oirdnide, el vencedor en la batalla de Cloíteach.

## Descripción

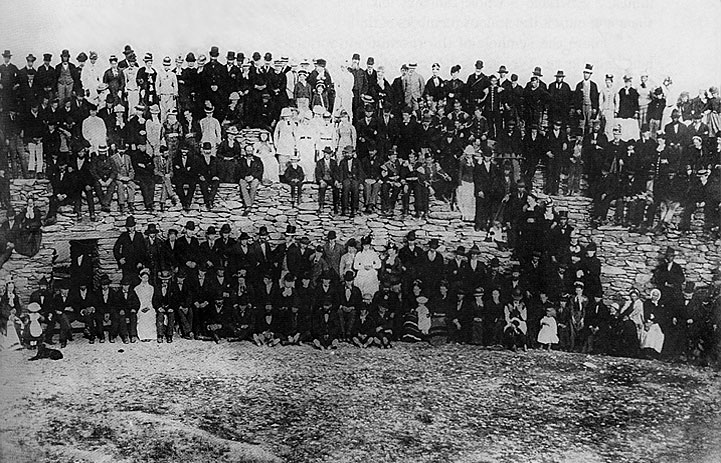
Apertura oficial del sitio en 1878 con la reconstrucción de Walter Bernard.

El Grianán se encuentra en el borde occidental de un pequeño grupo de colinas que se encuentran entre los tramos superiores de Lough Swilly y Lough Foyle. Aunque el monte no es comparativamente tan alto, la cumbre domina los condados vecinos de Londonderry, Donegal y Tyrone. Situado en el borde de la península de Inishowen, se encuentra a 11,25 kilómetros al noroeste del sitio eclesiástico de Derry. Ambos sitios cuentan con historias estrechamente vinculadas. Hay mucha leyenda y material histórico relacionado con el Grianán de Aileach. Los anales irlandeses registran su destrucción en 1101. El principal monumento de la colina es un cashel piedra, restaurado en el siglo XIX, pero probablemente construido en el siglo VIII de nuestra era. En cuanto al uso de la cumbre como un área de asentamiento es mucho más remoto. Un túmulo en el Grianán puede remontarse al Neolítico y un pozo cubierto fue encontrado cerca del cashel a principios del siglo XIX.

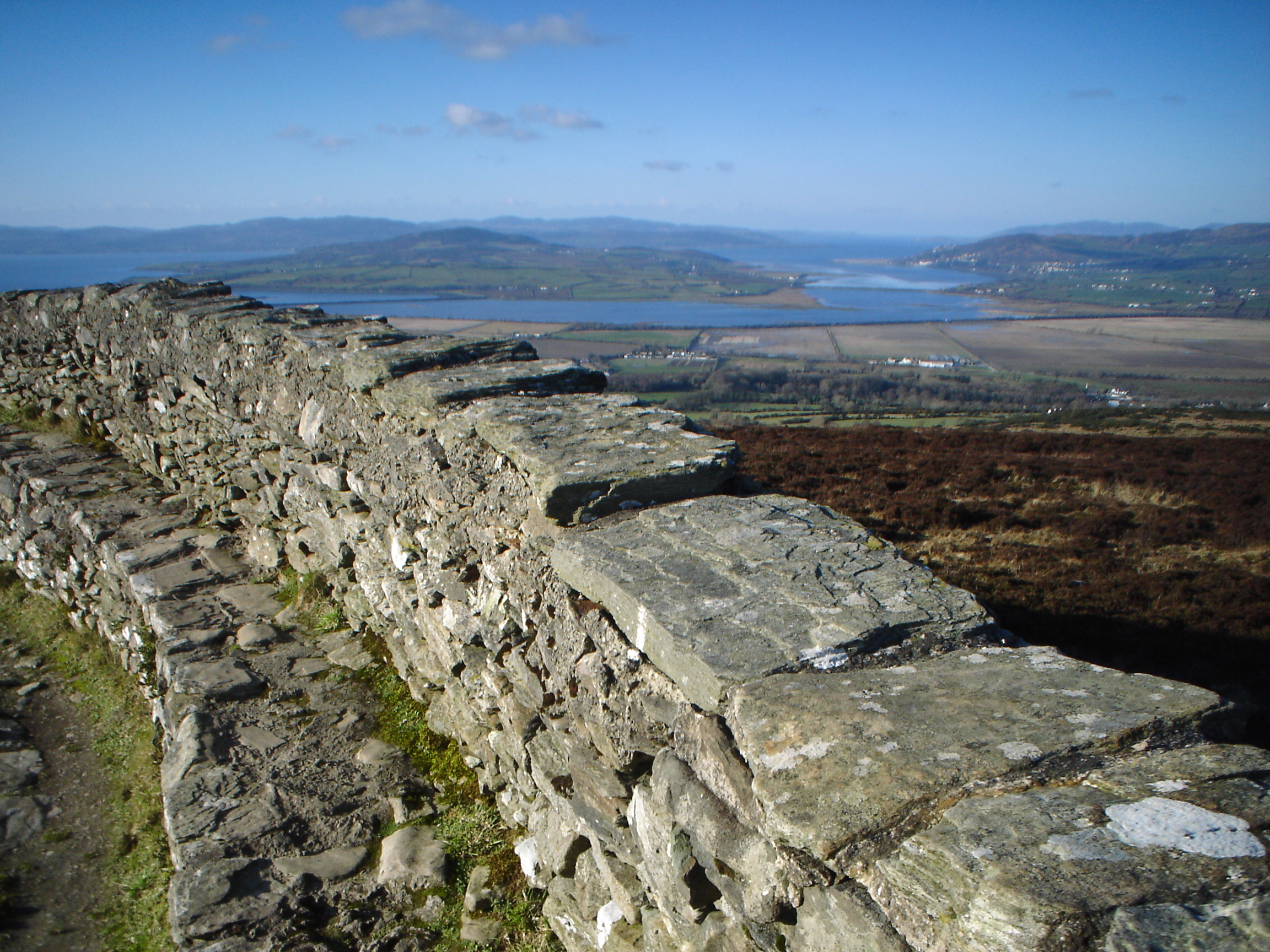
Vista a las tierras aledañas desde la parte superior.

George Petrie fue el primero que inspeccionó el Grianán de Ailech en la década de 1830. En ese momento el cashel no era más que una mera ruina. Él da una descripción de la colina y el monumento. El ascenso por el este de la colina se describe como gradual, pero dentro de los treinta metros de la cima, termina en un ápice circular. Una antigua calle entre dos capas de roca natural conducía a la cumbre. El cashel fue rodeado por tres murallas concéntricas. Petrie sugiere que, a la manera de otros monumentos de este tipo tales como Emain Macha, toda la colina puede haber sido cerrada por muchas murallas más. No hay evidencia física o histórica para ello. Las murallas que quedaban eran de tierra y piedra, continuando la forma natural de la colina con un patrón circular irregular. Ascienden por encima de la otra creación que niveló las terrazas. El ápice circular de la colina dentro del recinto más al exterior contiene alrededor de 22.000 m² (5.5 acres), dentro de la segunda cerca de 16.000 m² (4 acres) y dentro de la tercera cerca de 4.000 m² (1 acre). Actualmente, el banco más interno es muy bajo, desgastado y se encuentra cubierto de brezo pero es trazable para casi la totalidad de su circuito. Los otros dos bancos están en un estado similar, pero son imposibles de rastrear por las largas secciones. Entre la muralla más interior y el cashel, la calle disminuye en su anchura y se curva ligeramente hacia la derecha. Este "camino" se fortaleció a ambos lados por las paredes. En la actualidad sólo las piedras fundamentales de estas paredes se mantuvieron. El plano del lugar de Petrie muestra una línea de piedras que conducían a la entrada. Estas ahora no están.

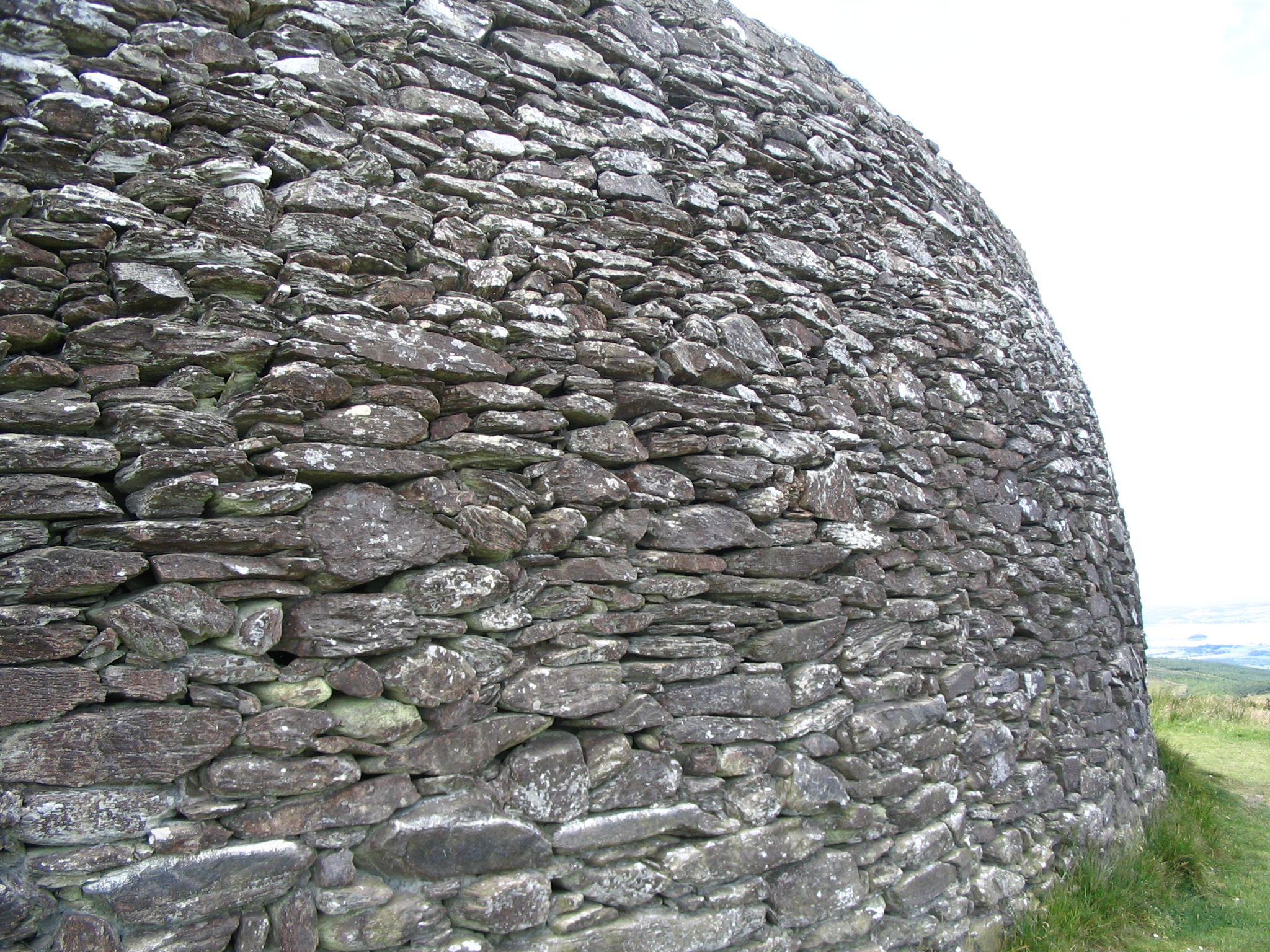
Detalle del muro de piedra.

Las ruinas del propio cashel se describen como una pared circular que encierra una superficie de 23,6 metros (77 pies 6 pulgadas) de diámetro. La muralla tenía una altura de 1,8 metros (6 pies) con una anchura que varía de 4,6 metros (15 pies) a 3,5 metros (11 pies 6 pulgadas). Si bien no es perpendicular, tenía una inclinación hacia el interior que indica su similitud con la mayoría de los fuertes de piedra irlandeses. Petrie sugiere que probablemente originalmente era entre dos veces y cuatro veces de alto. Los 1,5 metros (5 pies) en el lado interior de la pared, con un espesor de 0,76 metros (2 pies 6 pulgadas) es debido a la presencia de terrazas. La terraza por la que se accede por tramos de escaleras a ambos lados de la puerta de entrada. Las piedras caídas habían cubierto cualquier otra escaleras existente. Petrie sugiere que hubo originalmente tres o cuatro de esas terrazas ascendentes a la parte superior de la pared. A cada lado de la puerta de entrada, hay "galerías" dentro de la pared. Su propósito exacto no está claro y no conectan con la entrada. Estos dos pasajes de pared, uno en el sur y otro desde el noreste corren hacia la puerta de entrada, pero no llegan. Cerca del extremo norte del paso sur hay un pequeño receso en su pared oeste. En el extremo sur del paso norte hay un asiento de piedra.

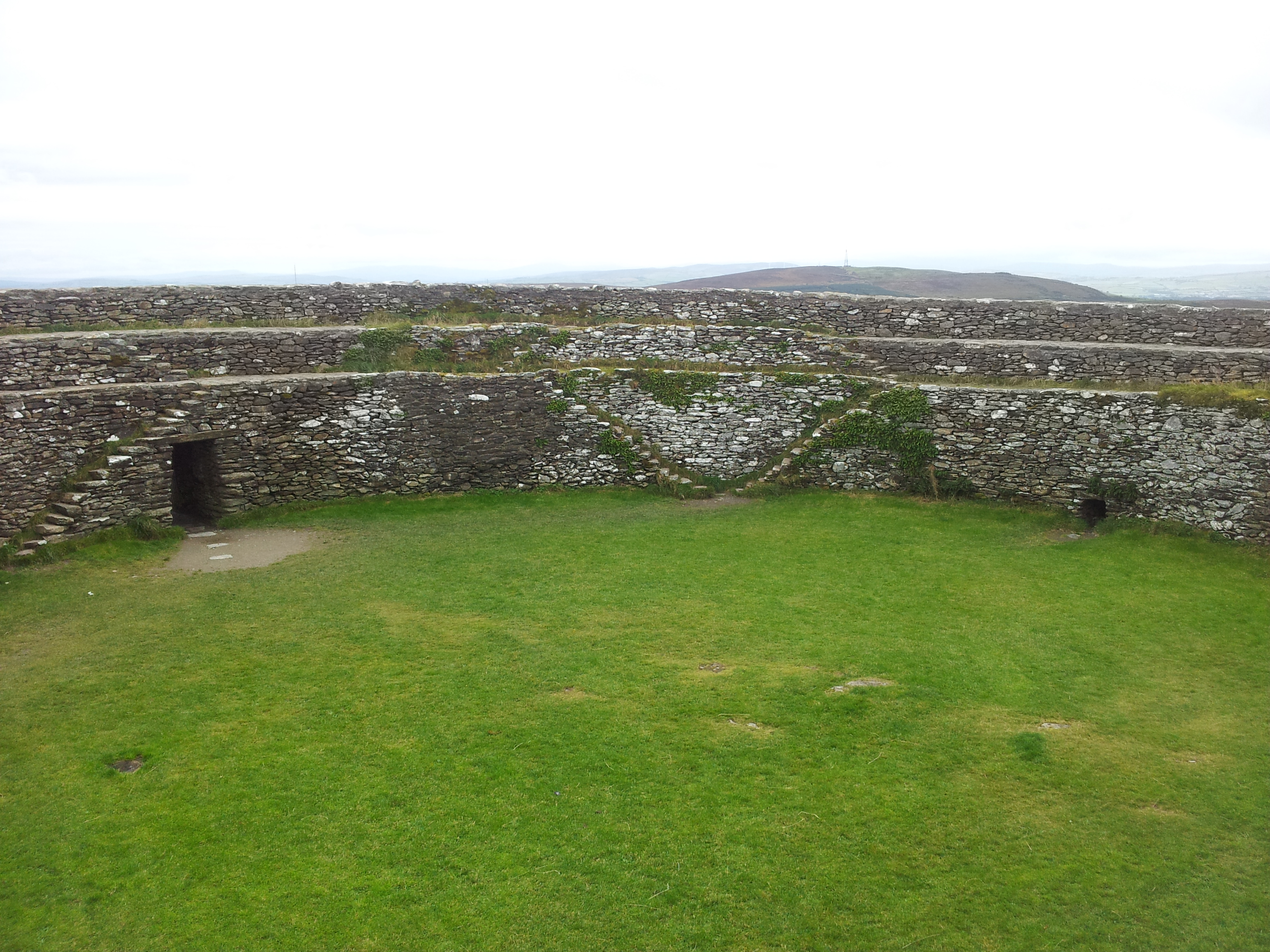
Interior del Grianán.

El castro actual, después de la restauración entre 1874-1878, es sustancialmente diferente, pero gran parte de la antigua estructura se mantiene intacta. Durante la restauración, se encontraron que partes de la mampostería de piedra seca original había sido conservadas bajo el colapso. Los trabajadores las marcaron, con alquitrán, las partes no alteradas del cashel y utilizaron la piedra derrumbada para construir sobre esta base. Ellos complementaron estas con otras piedras de la zona para sustituir a las eliminadas por el rey Murdoch O'Brien en 1101. Los diámetros internos del cashel tienen 23,6 metros de norte a sur y 23,2 metros de este a oeste. La entrada posee un dintel cubierto de 4,65 metros de largo, 1,12 metros de ancho y 1,86 metros de altura. Antes de la restauración, el dintel de la puerta de entrada no estaba en su lugar. Poseía 1,3 metros (4 pies 3 pulgadas) de ancho y 1,2 metros (4 pies 2 pulgadas) de alto. Conduce a la fortaleza desde el este. Los recesos leves a ambos lados de la puerta de entrada se han llenado. Estaban probablemente para permitir las hojas dobles de una puerta original que se plegara al ras de la pared. El interior se eleva en tres terrazas con acceso por escaleras que se mencionaron anteriormente. La entrada en el pasaje de la pared sur es de 45 centímetros de ancho, 60 centímetros de alto y 1,4 metros de largo. Resulta través de un ángulo recto donde se llega a tener 50 centímetros de ancho, 85 centímetros de alto y 20,4 metros de largo. Cerca del extremo norte hay un hueco en el lado oeste de 50 centímetros de ancho, 1 metro de alto y 75 centímetros de profundidad. La entrada de la galería noreste tiene 65 centímetros de ancho, 97 centímetros de alto y 1,55 metros de largo. Reúne la parte principal del pasaje en un cruce. Al norte, el pasaje es de 70 centímetros de ancho, 1,3 metros de altura y 2,5 metros de largo. Hacia el sur, el paso es de 60 centímetros de ancho, 1,4 metros de altura y 8,6 metros de largo. Cerca del norte de final del pasillo sur hay un pequeño receso en su pared oeste. En el extremo sur del paso norte hay un asiento de piedra. El interior de la cashel tiene bastante nivel, pero Petrie registró los restos de una iglesia pequeña oblonga que medía 5 metros (16 pies, 6 pulgadas) por 4,3 metros (14 pies, 3 pulgadas). Las paredes tenían 0,61 metros (2 pies) de espesor y no más de 0,61 metros (2 pies) de alto. La estructura fue construida tipo mortero pero nada queda de ella hoy en día. Un drenaje corre por la pared del cashel a nivel del suelo en el lado noroeste. Conduce a un basural en el lado occidental del recinto que tenía 1,7 metros (5 pies, 5 pulgadas) de diámetro y un pie de profundidad.

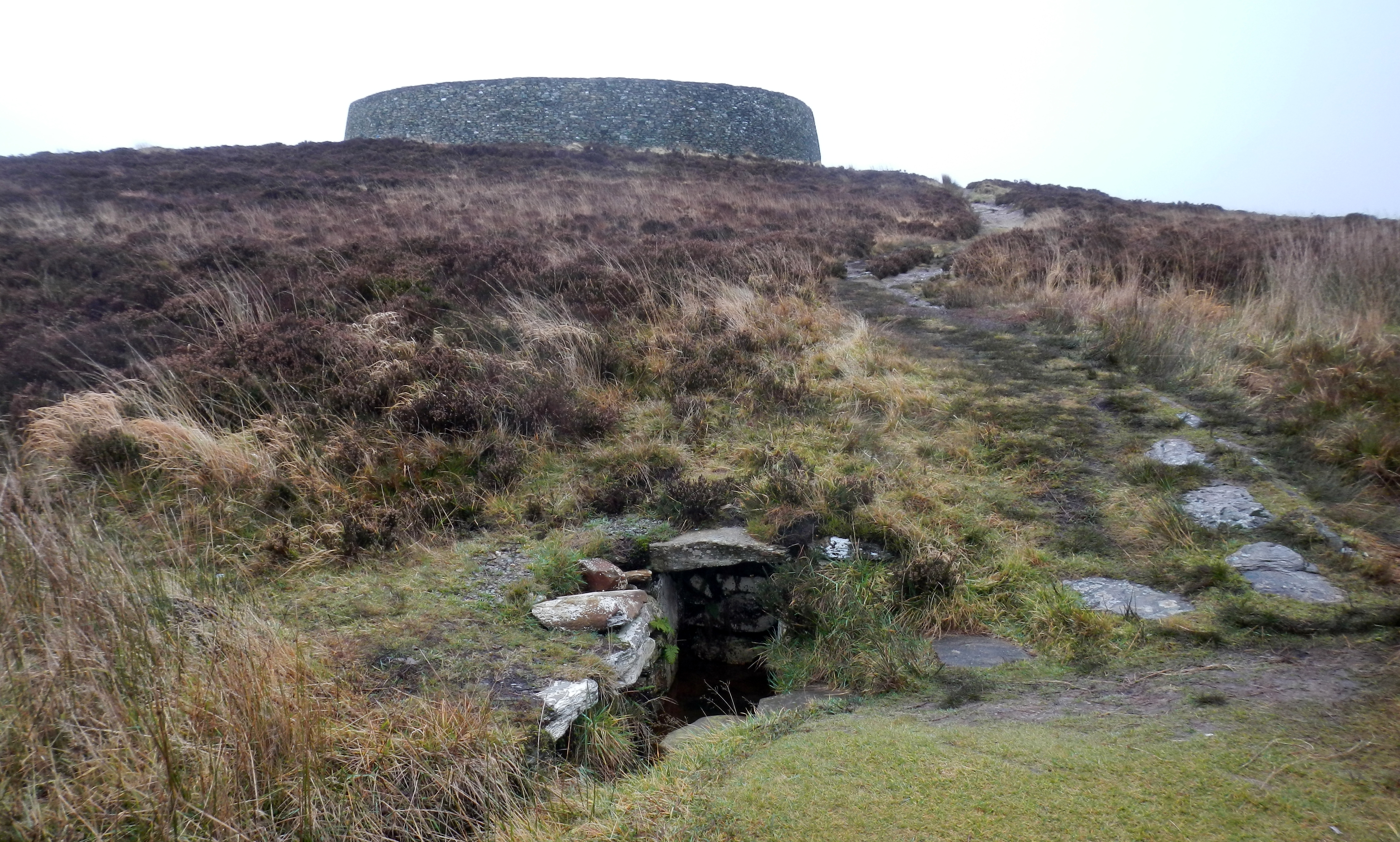
Pozo de San Patricio al sur de la colina en el predio del Grianán.

Como se mencionó anteriormente, hay muchas pistas que el Grianán de Aileach es un sitio de varios períodos. Brian Lacy sugiere que los bancos de tierra que rodean la fortaleza probablemente representan las defensas de un castro de la Edad de Bronce tardía o la Edad del Hierro. Entre los dos bancos exteriores en el lado sur de la colina, se encuentra el pozo de primavera antes cubierto que se dedicó a San Patricio. Petrie describe el túmulo, entre la segunda y la tercera pared, como un pequeño montículo rodeado por un círculo de diez piedras. Estas piedras se colocaron horizontalmente y convergieron hacia el centro. En el tiempo de Petrie, el montículo había sido excavado, pero no había nada que explicara su significado cuando fue descubierto. Fue destruido posteriormente, pero su antigua posición está marcada por un montón de piedras rotas.
Durante los trabajos de excavación de la década de 1870, Bernard documenta el descubrimiento de muchos artefactos. Detrás de un nicho en la puerta, se encontró una gran piedra de 0,4 metros (16 pulgadas de ancho). Tenía un agujero redondo en el centro de 7,6 centímetros (3 pulgadas) de profundidad y 3,8 centímetros (1,5 pulgadas) de diámetro. Una pieza de madera podrida se encontró en el agujero. Bernard no pudo descifrar su uso, sugiriendo sólo que podría haber sido un reloj de sol.
Bernard descubrió muchos huesos de animales, incluyendo ovejas, vacas, cabras y aves. Él encontró elementos de piedra, entre "hondas de piedras", "clavas de guerreros" y una piedra en forma de pan de azúcar, con una base bien cortada de 25 centímetros (10 pulgadas) de largo, 38 centímetros (15 pulgadas) de base redonda, 36 centímetros (14 pulgadas) de centro redondo y 25 centímetros (10 cm) en la parte superior. Los más interesantes objetos de piedra fueron "una losa de piedra arenisca a cuadros, de treinta y seis casilleros". Lacy creía que era una especie de tablero de juego. Entre los diversos artículos encontrados había una llave de arado, un anillo de hierro, algunas monedas y un cordón.